# Суханов-Подколзин, Гавриил Гавриилович
Гавриил Гавриилович Суханов-Подколзин (1850—1900) — генерал-майор, камергер.

## Биография
Родился 15 (27) августа 1850 года в семье Гавриила Суханова. В семье к этому времени уже были дочь Евдокия (1846—1887) и сын Борис (21.10.1847—03.05.1904). Именоваться Сухановыми-Подколзиными потомки Гавриила Суханова получили дозволение именным императорским указом в марте 1882 года.
Вступил в службу 1 сентября 1867 года, поступив в Николаевское кавалерийское училище, которое окончил в 1869 году. С 8 октября 1872 по 23 сентября 1873 года в чине поручика командовал резервным эскадроном лейб-гвардии Гусарского полка.
Штабс-ротмистр — с 13 апреля 1875 года; ротмистр — с 30 августа 1878 года.
В период с 11 апреля 1879 до 2 сентября 1880 года был адъютантом при главнокомандующем войсками гвардии и Петербургского военного округа; участвовал в русско-турецкой войне 1877—78 гг. С 1880 года по 30 августа 1890 года — адъютант при генерал-инспекторе кавалерии; полковник — с 20 апреля 1880 года; генерал-майор — с 30 августа 1890 года.
Был крупным землевладельцем  Всесвятской волости Острогожского уезда.
Скончался 1 (14) августа 1900 года. Похоронен в Исидоровской церкви Александро-Невской лавры. Часть капитала завещал Санкт-Петербургскому воспитательному дому.

## Награды
- орден Святого Станислава 3-й ст. (1875), 2-й ст. (1878);
- орден Святой Анны 3-й ст. (1878), 2-й ст. (1883);
- орден Святого Владимира 4-й ст. (1878), 3-й ст. (1886).

Иностранные:
- саксен-кобург-готский орден Эрнестинского дома 3-й ст. (1874);
- румынский Железный крест (1878);
- болгарский орден св. Александра 3-й ст. (1883);
- черногорский орден кн. Данила I 2-й ст. (1889).